# Инесе Вайдере
Инесе Вайдере (на латвийски: Inese Vaidere; родена на 3 септември 1952 г.) е латвийски политик и член на Европейския парламент.
От 1977 до 1989 г. е член на Комунистическата партия на Съветския съюз.

## Политическа кариера

### Роля в националната политика
Вайдере е държавен министър по околната среда в кабинета на Вилис Криштопанс (1998 – 1999), заместник-кмет на Рига (2001 – 2002) и член на Сейма (2002 – 2004).

### Член на Европейския парламент
Вайдере е избрана за член на Европейския парламент през 2004 г. от листата на партия „За родината и свободата“ и участва в групата Съюз за Европа на нациите. През 2009 г. е преизбрана за член от листата на Граждански съюз и участва в групата на Европейската народна партия.
Между 2004 и 2014 г. Вайдере е член на Комисията по външните работи и на Подкомисията по правата на човека. През 2013 г. тя изготвя доклад на парламента относно въздействието на финансовата и икономическа криза върху правата на човека, който призовава ЕС да помогне на развиващите се страни да създадат схеми за социална защита.
На изборите през 2014 г. Вайдере е поставена на шесто място в списъка на партия Единство и на пето място по преференции от гласувалите. Партията печели 4 места в Европейския парламент на изборите и Вайдере не е преизбрана. Но първият кандидат в списъка, Валдис Домбровскис, става еврокомисар на 1 ноември 2014 г. и по този начин не може да бъде член на Европейския парламент. Вайдере, като следваща по ред по преференции в списъка на партията, го заменя в парламента.
Вайдере е член на Бюджетната комисия. В допълнение към задачите си в комисията, тя е член на групата на Европейския парламент за интегриране (прозрачност, борба с корупцията и организираната престъпност)  и на групата за цифрови технологии на Европейския парламент.

## Политически позиции
Вайдере подписва Пражката декларация за европейската съвест и комунизма.
През 2015 г. медиите съобщават, че Вайдере е включен в руския черен списък на видни личности от Европейския съюз, които нямат право да влизат в страната.